# Hoya revoluta
Hoya revoluta är en oleanderväxtart som beskrevs av Robert Wight och J.D. Hooker. Hoya revoluta ingår i släktet Hoya och familjen oleanderväxter. Inga underarter finns listade i Catalogue of Life.